# Francisco Macías Nguema
Pour les articles homonymes, voir Macias et Nguema.
Francisco Macías Nguema, qui africanise son nom en 1976 en Masie Nguema Biyogo Ñegue Ndong, est un homme d'État équatoguinéen, né à Nsegayong le 1er janvier 1924 (Rio Muni) et exécuté à Malabo le 29 septembre 1979. Premier président de la Guinée équatoriale de 1968 à 1979, il impose une violente dictature de l’indépendance du pays jusqu'à son renversement.
Membre de l'ethnie Fang, il occupe plusieurs postes de fonctionnaire dans le gouvernement colonial espagnol, avant d'être élu le premier président du pays indépendant. Il impose dès lors un culte de la personnalité, un régime à parti unique sous l'égide de son Parti uni national des travailleurs (PUNT) et se déclare président à vie en 1972. En matière domestique, sa présidence est marquée par des tentatives d'africanisation et la persécution féroce des ethnies non-Fang. En affaires étrangères, il se retourne contre l'Espagne et s'allie avec le Bloc de l'Est, recevant le soutien de l'Union soviétique et de la Corée du Nord. La brutalité de sa dictature, caractérisée par des graves violations des droits de l'homme et une mauvaise gestion économique, provoque la fuite de dizaines de milliers de personnes.
Il est renversé en 1979 par un coup d'État organisé par son neveu Teodoro Obiang Nguema Mbasogo. Le mois suivant son départ du pouvoir, il est exécuté par arme à feu sur décision d'un tribunal militaire, notamment pour génocide.

## Situation personnelle

### Jeunesse
Francisco Macías Nguema est né à Nsegayong au Rio Muni en Guinée espagnole de parents originaires de la province de Woleu-Ntem au Gabon. Il est issu du clan Esangui de l'ethnie Fang, le groupe majoritaire de la Guinée équatoriale. Sa famille s'installe au Mongomo où il passe son enfance. Il est éduqué dans une école catholique.

### Carrière et ascension
Avant d'être élu en 1964 à la vice-présidence du gouvernement autonome de Guinée équatoriale, après avoir été plusieurs années fonctionnaire des autorités coloniales espagnoles, Francisco Macías Nguema était un grand propriétaire de l'ethnie Fang. Il est fonctionnaire à la poste avant 1967.
En 1961, il prend la tête d’une délégation qui se rend à Madrid pour célébrer Francisco Franco à l’occasion du vingt-cinquième anniversaire de sa prise de pouvoir. Plutôt partisan de la collaboration avec l'Espagne franquiste, il est éloigné des milieux indépendantistes, son discours anti-espagnol n’apparaissant qu'après l'indépendance.
De retour dans la capitale espagnole en 1968 dans le cadre des consultations pour l’autonomie, il fait un séjour dans une clinique qui aurait fait état le concernant de « maladies vénériennes et de troubles mentaux ». Il souffrirait d'hallucinations et de paranoïa.

## Président de la république

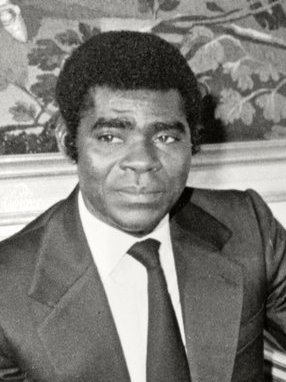
Francisco Macías Nguema 1982

### Accession
Il devient président de la république en octobre 1968, après l'indépendance du pays.

### Échec d'un coup d'État
L'échec d'une tentative de coup d'État de son ministre des Affaires étrangères, Atanasio Ndong Miyone, marque le début de la dérive autoritaire du régime. Peu après son accession au pouvoir, son rival malheureux à l'élection présidentielle et ancien président du gouvernement autonome, Bonifacio Ondo Edu, est incarcéré et exécuté. D'autres membres du gouvernement se suicident ou sont exécutés après leur arrestation et incarcération.

### Politique étrangère
Après l'indépendance, Madrid se retourne contre lui et orchestre un coup d’État qui échoue. En réaction, Macías Nguema se tourne vers le bloc de l'Est et autorise, en échange de soldats pour sa sécurité, l'installation d'une base soviétique sur l’île de Bioko et la livraison d'armes aux indépendantistes angolais. Ses rapports avec les Soviétiques ne sont pas des plus amicaux : exerçant sur eux un constant chantage, il remet en question la concession tous les ans pour obtenir plus d'aide économique.
Il se rapproche dans le même temps de la France – qui le soupçonne d’être sujet à de graves troubles mentaux –, mais le gouvernement français joue double jeu, négociant avec lui des contrats tout en conseillant discrètement le dictateur gabonais, Omar Bongo, dans la revendication d’îles équatoguinéennes[Lesquelles ?] au large desquelles des sociétés pétrolières françaises réalisent des prospections.

### Président à vie et violence du régime
Le 14 juillet 1972, il se proclame président à vie, chef du gouvernement, ministre de la Défense, des Affaires étrangères, de la Justice et des Finances. Les onze ans de dictature de Macías Nguema sont souvent comparés à la présidence d'Idi Amin Dada en Ouganda, ou à celle de Jean-Bedel Bokassa en Centrafrique.
La mémoire de cette période de violence et de souffrance pour la majorité du peuple équatoguinéen reste longtemps vive. Durant la présidence de Francisco Macías Nguema, environ un tiers de la population meurt ou choisit l'exil (Cameroun, Gabon, Espagne et France). Il faut cependant atteindre la deuxième moitié des années 1970 pour que la communauté internationale dénonce les violations massives des droits de l'homme sous son régime.

### Renversement par Teodoro Obiang Nguema Mbasogo
Le 3 août 1979, Teodoro Obiang Nguema Mbasogo (son neveu), avec l'aide d'un groupe de militaires, prend le pouvoir,. Macías fuit et s'enferme dans un bunker, où il détruit les réserves de change du pays (la monnaie de l'époque est alors l'ekwele-bikwele, indexée sur la peseta espagnole). Le pays subit alors une crise monétaire grave.

## Jugement et exécution
Arrêté, Francisco Macías Nguema  est jugé par un tribunal militaire et reconnu coupable de génocide (50 000 morts et 150 000 réfugiés), haute trahison et assassinats massifs. La Commission internationale de juristes assiste le tribunal pour vérifier la régularité du jugement. Faute de système juridique fiable, le dernier système légal en vigueur dans le pays, le code militaire espagnol, est appliqué. Il est condamné à mort le 29 septembre et exécuté le jour même par la Garde royale marocaine, faute de volontaires parmi des soldats équatoguinéens.
La dictature de Francisco Macías Nguema reste mal documentée : l'Espagne de Franco censurait toute information provenant de son ancienne colonie et la Guinée équatoriale avait banni la presse étrangère et réprimait les intellectuels.

## Doctrine

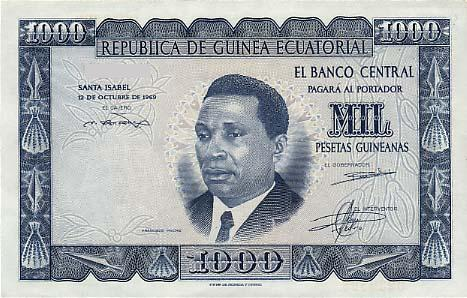
Billet de la Guinée équatoriale de 1 000 pesetas avec Francisco Macías Nguema dessus.

Au pouvoir, il opte pour une doctrine philatéliste fantaisiste, sûrement en lien avec son emploi passé de fonctionnaire à la poste. Plus de 1 500 timbres-poste sont émis, entre 1968 et 1979, alors que le pays est replié sur lui-même. Les sujets émis sur les timbres, le plus souvent, ne concernent pas la Guinée équatoriale. À partir de 1969, il fait représenter son visage sur la pièce de 50 pesetas guinéennes et sur les billets de banque.
Dans les pays francophones frontaliers du pays, comme au Gabon ou au Cameroun, les habitants, pour plaisanter, qualifient souvent le dictateur équatoguinéen de « timbré » à cause des nombreuses émissions de timbres qu'il ordonne. 
À partir de 1980, la Guinée équatoriale revient à une politique de tirages raisonnés de timbres-poste.

## Noms
- 1924-1972 : Mez-m Ngueme / Francisco Macías Nguema
- 1972-1975 : Francisco Macías Nguema Biyogo
- 1975-1976 : Macías Nguema Biyogo Ñegue Ndong
- 1976-1979 : Masie Nguema Biyogo Ñegue Ndong